# Graham Sharp
Henry Graham Sharp (Londres, Inglaterra, 19 de dezembro de 1917 – Poole, Inglaterra, 2 de janeiro de 1995) foi um patinador artístico britânico. Sharp conquistou uma medalha de ouro, três de prata em campeonatos mundiais, e uma medalha de ouro, três de prata em campeonatos europeus. Ele também competiu nos Jogos Olímpicos de Inverno de 1936 e 1948.

## Principais resultados
| Resultados                                            | Resultados      | Resultados      | Resultados       | Resultados       | Resultados       | Resultados      | Resultados    | Resultados      | Resultados    | Resultados      | Resultados    | Resultados    |
| Internacional                                         | Internacional   | Internacional   | Internacional    | Internacional    | Internacional    | Internacional   | Internacional | Internacional   | Internacional | Internacional   | Internacional | Internacional |
| Evento/Temporada                                      | 1933– 1934      | 1934– 1935      | 1935– 1936       | 1936– 1937       | 1937– 1938       | 1938– 1939      |               | 1945– 1946      |               | 1947– 1948      |               |               |
| ----------------------------------------------------- | --------------- | --------------- | ---------------- | ---------------- | ---------------- | --------------- | ------------- | --------------- | ------------- | --------------- | ------------- | ------------- |
| Jogos Olímpicos                                       |                 |                 | 5.º              |                  |                  |                 |               | 7.º             |               |                 |               |               |
| Campeonato Mundial                                    | 6.º             | 4.º             | Medalha de prata | Medalha de prata | Medalha de prata | Medalha de ouro |               | 6.º             |               |                 |               |               |
| Campeonato Europeu                                    |                 |                 | Medalha de prata | Medalha de prata | Medalha de prata | Medalha de ouro |               |                 |               |                 |               |               |
| Nacional                                              |                 |                 |                  |                  |                  |                 |               |                 |               |                 |               |               |
| Campeonato Britânico                                  | Medalha de ouro | Medalha de ouro | Medalha de ouro  | Medalha de ouro  | Medalha de ouro  | Medalha de ouro |               | Medalha de ouro |               | Medalha de ouro |               |               |
|                                                       |                 |                 |                  |                  |                  |                 |               |                 |               |                 |               |               |
| Legenda: Competição não foi disputada nesta temporada |                 |                 |                  |                  |                  |                 |               |                 |               |                 |               |               |